# Avenida Monroe
La avenida Monroe es una de las principales avenidas de los barrios de Belgrano, Coghlan y Villa Urquiza de la Ciudad de Buenos Aires, Argentina.

## Nombre
Durante el tercer gobierno de Juan Domingo Perón la avenida se llamó Juan Manuel de Rosas, pero tras el golpe de Estado de 1976 su nombre pasó a ser Monroe nuevamente, en  homenaje al quinto presidente de los Estados Unidos, James Monroe. Cabe notar que la pronunciación del nombre de la avenida, si bien corresponde a un apellido inglés, no es /mɒnˈroʊ/ sino su castellanización ortográfica, es decir /mon'rroe/.

## Características
La Avenida Monroe alterna áreas comerciales con residenciales, las primeras se concentran cerca de los cruces con las avenidas. Sobre todo cerca del cruce con las Avenida Cabildo y Avenida del Libertador.

### Avenida y calle
Monroe alterna la indicación entre avenida y calle, siguiendo la antigua costumbre porteña de designar como avenidas solo a las arterias de calzada amplia. 
Por lo tanto Monroe recibe tratamiento de calle entre su nacimiento en la Avenida Figueroa Alcorta y la Avenida Ricardo Balbín (con circulación hacia el sudoeste), entre Balbín y Melián está señalizada como avenida (con doble sentido de circulación) y entre Melián y la Avenida de los Constituyentes es nuevamente calle con sentido de marcha hacia el sudoeste. El tramo de avenida es aproximadamente de unos 800 m.

## Recorrido
La avenida tiene un trazado en sentido noreste a sudoeste que comienza en el barrio de Belgrano, específicamente en su intersección con la Avenida Figueroa Alcorta.
Al final de su recorrido coincide con su cruce con la Avenida de los Constituyentes, justo enfrente del barrio de Villa Pueyrredón. Luego del cruce con la citada arteria vial, la Avenida Monroe se convierte en la Calle Griveo (es decir cuando entra en el barrio de Villa Pueyrredón).